# Tuluganovka
Tuluganovka (en rus: Тулугановка) és un poble de l'óblast d'Astracan, a Rússia, segons el cens del 2010 tenia 846 habitants.